# Sérophobie

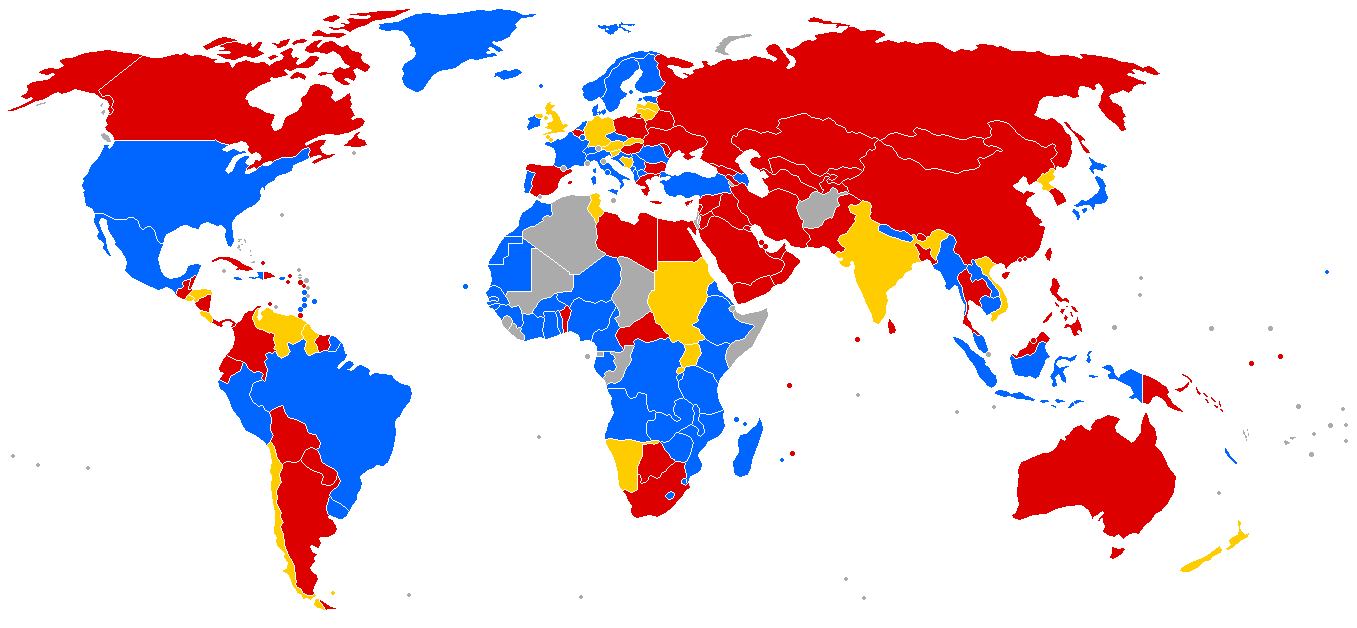
Restrictions de circulation et de résidence dans le monde
contre les personnes affectées par le HIV ou le sida :
Restrictions confirmées
Informations contradictoires, restrictions possibles
Pas de restriction spécifique
Pas d'information sur le pays

La sérophobie est le rejet et la discrimination des personnes séropositives.
Dans certains pays, les personnes porteuses du virus de l'immunodéficience humaine (VIH, associé au développement du sida) sont victimes de discrimination.
Dans les cas extrêmes, cela peut aller à l'internement dans des camps, « sidatoriums », des personnes infectées et malades. De même qu'on a pu parler par ailleurs de « sanatoriums ».
Mais même dans les pays respectant les droits de l'homme, des séropositifs et malades sont victimes d'une discrimination sociale :
- de la part de l'entourage ;
- de la part des employeurs (discrimination à l'embauche, absence de progression hiérarchique).

## Dans le monde

### Circulation
Les associations de malades et LGBT se sont déclarées inquiètes de l'évolution des mesures restrictives légales mises en œuvre pour restreindre les conditions d'entrée, de circulation et de résidence des personnes atteintes par le VIH ou ayant développé le sida, certains pays pouvant même expulser un malade entré pourtant légalement sur leur territoire et qui, sans cette maladie, n'aurait pas été privé de ce droit.
Toutefois, la mise en œuvre de ces mesures restrictives inclut dans certains pays la suspicion de maladie contre les personnes LGBT, même si les tests (qui pourraient conduire à prendre des mesures de restriction d'accès, voire des expulsions) ne sont souvent pas demandés systématiquement, sans compter qu'on ne peut pas toujours savoir qui est LGBT, qui non. Ces restrictions s'étendent parfois aux concubins, conjoints, enfants, même si un des membres possède une nationalité et un droit de résidence permanent et normalement inaliénable, mais ces mesures peuvent parfois s'appliquer aussi à ceux qui ont obtenu récemment leur naturalisation (par exemple dans la politique d'accès aux soins).
La mise en œuvre de tests médicaux obligatoires pour l'obtention de visas, aux frontières, ou pour l'obtention de permis de séjour, ou la déclaration obligatoire des malades ou séropositifs, constitue potentiellement une violation des chartes de liberté de circulation, nuit aux campagnes de dépistage chez les personnes déjà résidentes, et est contraire aux recommandations de l’Organisation mondiale de la santé.
Selon Act Up-Paris, en 2006, dans les treize pays suivants, les porteurs déclarés du VIH sont « interdits d'entrer sur le territoire national même en tant que touriste » : Arabie saoudite, Arménie, Brunei, Corée du Sud, Irak, Moldavie, Qatar, Russie, Soudan, Canada, Libye.
Pourtant, le Canada ne demande aucun test médical pour les touristes (jusqu'à six mois de séjour), ou pour les réfugiés. Par contre, des tests médicaux sont nécessaires pour certaines demandes de permis de travail ou d'immigration permanent, ou bien pour lever les restrictions liées aux permis de travail (tel que le travail dans le milieu médical ou auprès d'enfants), et peuvent provoquer un refus en cas de test positif au HIV, ou de symptômes d'autres maladies ou conditions "pouvant créer une demande excessive sur les services de santé ou sociaux canadiens". Néanmoins, il est possible d'être sponsorisé pour immigrer au Canada, y compris en étant séropositif, par exemple pour rejoindre sa famille. De plus, le gouvernement rappelle fréquemment aux visiteurs que la santé est chère au Canada, et que les visiteurs (y compris les travailleurs temporaires présents plusieurs années sur le territoire) doivent assumer leurs coûts de santé et souscrire à des assurances médicales depuis leur pays d'origine. Le coût des thérapies peut ainsi monter à 2 500 $CAD par mois (près du double de la moyenne française).
Aux États-Unis, l'interdiction a été levée par l'Administration Obama en janvier 2010.
La Chine a procédé de même en avril 2010.
D'après un discours de Michel Sidibé, le directeur exécutif de l’Onusida, l'interdiction d'entrée sur le territoire coréen faite aux séropositifs aurait été levée en juillet 2012, mais le gouvernement coréen n'a pas commenté cette annonce, laissant planer un doute sur la réelle application de cette mesure. D'ailleurs, des tests sont toujours d'actualité pour les séjours de plus de trois mois, les permis de travail pour des professeurs de langues étrangères, ou encore les artistes.
En 2014, quarante pays restreignent la circulation des personnes séropositives.

## Avortements et stérilisations forcés des femmes
D'après ONU Femmes, les femmes qui vivent avec le virus de l'immunodéficience humaine risquent davantage de subir des violences : dans 14 pays au moins, elles sont sujettes à la stérilisation forcée ou sans leur consentement, ainsi qu'à des avortements forcés. Cette donnée émane d'ONUSIDA dans son rapport de 2014, The Gap Report : des cas sont recensés au Bangladesh, au Cambodge, au Chili, en République Dominicaine, en Inde, en Indonésie, au Kenya, au Mexique, en Namibie, au Népal, en Afrique du Sud, au Venezuela, au Viêt Nam et en Zambie, entre autres. En février 2020, l'ONUSIDA dénonce « les stérilisations et avortements forcés de femmes vivant avec le VIH qui sont trop souvent pratiqués à travers le monde ».

## Refus de soin
Certains médecins refusent les soins ou demandent à leurs patients séropositifs de venir tôt le matin ou tard le soir afin de ne pas croiser les autres patients. C'est particulièrement le cas chez les dentistes et les gynécologues.

## En Belgique
En 2017, une dizaine de cas par an sont signalés à Unia, en augmentation depuis 2003. Il s'agit principalement de refus d'assurances.

## En France
Une étude de 2005 de Sida Info Service a montré que 57,3 % des personnes séropositives estiment avoir déjà été discriminées du fait de leur séropositivité, et notamment pour 43,7 % des personnes interrogées de la part de professionnels des soins, et en particulier de la part de dentistes. En raison de cela, presque un quart des personnes interrogées ont renoncé à au moins une occasion à aller consulter, et environ un tiers n'a pas révélé son statut sérologique lors d'une consultation.
L'homme politique français d'extrême droite Jean-Marie Le Pen préconisait dans les années 1980 la création de « sidatoriums » pour isoler les porteurs du VIH (afin de protéger le reste de la population, jugée non responsable selon lui) et les traiter hors du cadre médico-hospitalier normal, des porteurs qu’il désignait aussi de « sidaïques ». Dans son programme pour la présidentielle de 2002, il préconisait le dépistage systématique (obligatoire) du sida en France et le fichage des personnes concernées, et en particulier « aux frontières évidemment, à l'occasion du mariage, de la grossesse, en milieu carcéral ou de prostitution et chez tous ceux qui ont une responsabilité collective ». Il voulait faire aussi des résultats d’un contrôle médical (rendu obligatoire) de la séropositivité une condition pour l’obtention d’un visa d’entrée ou de séjour en France ou pour l’octroi (restreint) des prestations sociales à l’occasion de leur séjour en France (y compris pour les immigrants et voyageurs en situation régulière, ainsi que pour les citoyens européens résidents en France, via la sortie de la France de l’espace de Schengen et de l’Union européenne, assorti du rétablissement des contrôles migratoires aux frontières françaises intra-européennes et du renvoi des personnes atteintes dans leur pays d’origine pour s’y faire traiter).
Des demandes réitérées sont régulièrement formulées à l’administration pénitentiaire et aux ministères concernés par les associations de lutte contre le sida, pour que les détenus puissent aussi facilement que le reste de la population disposer de moyens de prévention efficaces dans les prisons françaises (notamment les seringues jetables pour les usagers de drogues et les préservatifs), et pour qu’ils puissent disposer des meilleures thérapies, étant donné la concentration élevée de personnes atteintes dans le milieu carcéral français (et leur exposition élevée aux violences sexuelles, pas toujours dénoncées dans le milieu violent de la prison). Une part très significative des personnes séropositives en prison ont contracté leur séropositivité au cours de leur séjour carcéral, du fait de l'absence trop fréquente de moyens de prévention efficaces accessibles à tous les détenus, et du traitement médical insuffisant des personnes infectées qui échappent insuffisamment au développement précoce du stade de la maladie sida avec ses complications (elles aussi mal soignées). Enfin, le respect de l’anonymat et du secret médical lors des demandes de dépistage par les détenus n’est pas correctement observé par l’administration pénitentiaire, les porteurs détectés subissant alors de nouvelles discriminations (parfois violentes) de la part des autres prisonniers, ce qui ne favorise pas non plus le libre accès au dépistage, ni la responsabilisation des détenus sur leur état de santé et celle des codétenus, ni la mise en place de traitements avant un stade avancé de l’infection virale.
Des demandes similaires (complétées d’une aide spécifiquement adaptée pour la prévention) sont également formulées concernant les établissements psychiatriques et ceux d’accueil en long séjour fermé ou semi-fermé des personnes handicapées, médicalement ou socialement dépendantes, hospitalisées d’office (à la demande d’un tiers ou par décision préfectorale ou judiciaire) ou légalement protégées comme des mineurs (sous tutelle médicale). Dans ces lieux sont dénoncés également la souscription non éclairée ou non consentie de traitements contre la libido, en lieu et place de la prévention normale, ou la non prise en charge des traitements destinés à aider la rétablir (à cause des effets indésirables des autres traitements, notamment en psychiatrie) et des dépistages illégaux sous couvert d’autres examens médicaux et l’information insuffisante des personnes infectées. L’existence de contraintes diverses et de tabous relatifs aux relations sexuelles dans ces établissements font croire à leurs responsables ou leur personnel qu’il n’est pas nécessaire non plus de mettre en place une politique spécifique d’éducation sexuelle ou de prévention chez les patients.
La situation sanitaire et psychiatrique des personnes sans domicile fixe (qu’elles soient ou non déjà infectées ou malades) et l’état de la prévention chez ces personnes sont également alarmants, en raison de la prévalence élevée de l’usage des drogues et de l’alcoolisme (qui favorisent aussi les actes de violence ou les conduites de déresponsabilisation) et du manque de moyens efficaces pour le suivi des traitements et l’accès aux moyens de prévention.
Un arrêté signé par la ministre de la santé Agnès Buzyn le 20 juillet 2017 et rendu effectif le 1er janvier 2018, autorise les soins funéraires (dits de thanatopraxie) aux défunts porteurs du VIH ou d’hépatites, ce qui leur était interdit depuis 1986. Cette levée d'interdiction, réclamée de longue date par les associations de lutte contre le sida car jugée discriminatoire, n'a pas été sans soulever la contestation de certains thanatopracteurs[réf. nécessaire].
Jusqu'en 2023, une infection au VIH provoquait automatiquement une disqualification au SIGYCOP, empêchant de facto l'accès à certains métier militaires.
Voir aussi Données personnelles#Données médicales pour la polémique, en 1999, concernant l'inscription du sida sur la liste des maladies infectieuses à déclaration obligatoire.

## En Égypte
Les arrestations y sont arbitraires. Depuis octobre 2007, plusieurs personnes porteuses du virus VIH ont été incarcérées en Égypte parce qu'elles étaient porteuses de ce virus.[réf. nécessaire]
En juillet 2016 un tribunal du Caire juge illégal le licenciement d'un homme en raison de sa séropositivité.

## Filmographie
- Philadelphia : film de 1993 avec Tom Hanks. Andrew Beckett est un avocat qui excelle et qui se fait licencier lorsque ses employeurs apprennent que leur étoile montante est atteinte du sida et est homosexuel.
- Positius : film de 2007 réalisé par Judith Colell. Ce film aborde la question de la séropositivité à travers la vie au quotidien de deux femmes à Barcelone. Chacune d'elles subira, à sa manière, les discriminations de son entourage.
- 120 battements par minute : Film de 2017 réalisé par Robin Campillo, primé au Festival de Cannes. 120 BPM retrace l'histoire d'Act Up Paris de 1992 à 1995. On suit plus particulièrement l'histoire de Nathan et Sean, ce dernier étant séropositif. Ce film aborde non seulement des thèmes comme l'homosexualité (et donc l'homophobie) ou le VIH et la sérophobie, mais aussi des thèmes comme la précarité de certains statuts marginalisés, comme les prostituées ou les toxicomanes.